# Premio World Soccer al mejor árbitro del mundo
El Premio World Soccer al mejor árbitro del mundo es un galardón que concede anualmente, desde 2005, la revista deportiva inglesa World Soccer, al mejor árbitro de fútbol del año. El premio se concede en función de las votaciones de los lectores de la revista, que en la medida de sus capacidades y conocimientos valoran los méritos de todos los árbitros del mundo, tanto en las competiciones nacionales como internacionales.
La revista también concede anualmente los premios al mejor jugador, al mejor entrenador, al mejor equipo y al mejor jugador joven. 

## Historial
| Año  | Árbitro           | País      | Votos |
| ---- | ----------------- | --------- | ----- |
| 2005 | Pierluigi Collina | Italia    | 30,6% |
| 2006 | Horacio Elizondo  | Argentina | 38,7% |